# Amphicyclotulus perplexus
Amphicyclotulus perplexus é uma espécie de gastrópode  da família Neocyclotidae.
É endémica de Guadalupe.